# Studnice (ort i Tjeckien, Vysočina)
Studnice är en ort i Tjeckien.   Den ligger i regionen Vysočina, i den centrala delen av landet, 150 km sydost om huvudstaden Prag. Studnice ligger 460 meter över havet och antalet invånare är 148.
Terrängen runt Studnice är platt. Runt Studnice är det ganska glesbefolkat, med 39 invånare per kvadratkilometer. Närmaste större samhälle är Třebíč, 13,6 km sydväst om Studnice. Trakten runt Studnice består till största delen av jordbruksmark.